# Yle Teema
Yle Teema est une chaîne du groupe de télévision publique finlandaise Yle, née le 27 août 2001. Elle diffuse des programmes culturels, éducatifs, documentaires et scientifiques. Elle est diffusée sur le canal 7 de la télévision numérique terrestre finlandaise.
Elle est disponible en HD depuis le 24 janvier 2014 sur la DTT (Télévision numérique finlandaise), sur le câble et sur la télévision sur IP.
La chaîne fusionne avec Yle Fem au mois d'avril 2017 pour donner naissance à Yle Teema Fem. Les deux chaînes se partagent, depuis, le même canal.

## Audience
| Année | Audience |
| ----- | -------- |
| 2007  | 1.3 %    |
| 2008  | 2.2 %    |
| 2009  | 2.6 %    |
| 2010  | 2.5 %    |
| 2011  | 2.6 %    |
| 2012  | 2.6 %    |
| 2013  | 2.6 %    |